# Sol (escultura)
Sol es una escultura monumental realizada por el artista japonés Kiyoshi Takahashi como parte de la Ruta de la Amistad, un conjunto de 19 esculturas realizadas por artistas de diversas nacionalidades para conmemorar los Juegos Olímpicos de México 1968. La obra fue instalada en la intersección del Anillo Periférico con la calle Santa Teresa, al sur de la Ciudad de México. Fue la cuarta estación de la ruta y representó a Japón en la exposición.
La escultura consiste en dos esferas de concreto armado de color blanco de 7 metros de alto. Cada una tiene dos huecos de un cuarto de esfera colocados en posiciones contrapuestas. La intención del artista fue generar la ilusión óptica de que las esferas están girando, efecto visible para los conductores que transitan sobre el Anillo Periférico.
En 2013 fue trasladada a la intersección del Anillo Periférico con la Avenida Insurgentes Sur, aledaña a la Ciudad Universitaria de la Universidad Nacional Autónoma de México. Su cambio de ubicación se debió a que el Patronato de la Ruta de la Amistad temía que esta escultura y otras siete más fueran dañadas por la construcción del segundo piso del Anillo Periférico. El evento de recolocación de la obra fue inaugurado por el embajador de Japón.